# Ján Johanides
Ján Johanides (18. srpna 1934, Dolný Kubín, Slovensko – 5. června 2008, Šaľa) byl slovenský spisovatel-prozaik a esejista.

## Životopis
Narodil se v rodině prodavače a vzdělání získal v Dolním Kubíně a v Bratislavě, kde začal v roce 1954 studovat na Filosofické fakultě Univerzity Komenského estetiku a dějiny umění, ale studium po třech letech nedokončil. Pracoval jako psycholog, referent ve Svazu slovenských spisovatelů, dramaturg a redaktor programového magazínu v domě kultury a osvěty v Bratislavě a na mnohých dalších místech. Od roku 1972 se věnoval převážně svobodnému povolání. Žil na vícero místech Slovenska – v Martině, v Tisovci nad Váhem, od roku 1972 žil v Šale.

## Tvorba
Svoje první literární práce začal uveřejňovat v časopisu Mladá tvorba a Slovenské pohľady, později přispíval do všech literárních časopisů. První knižní dílo mu vyšlo v roce 1963. Jeho tvorba je ovlivněna existencialismem a do literatury také přinesl podněty antirománu. Děj není pro něho důležitý, důležitý je způsob tvorby. Inspiroval se díly francouzských autorů Jeana-Paula Sartra či Alberta Camuse, ale samotný existencialismus přijímal jen jako výraz jistého životního pocitu. Jeho hrdinové vyrůstají z domácího prostředí a nesou si s sebou do života jeho znaky. Nastoluje problémy války, sociální vzpoury, ale i lidské osamělosti, úzkosti, strachu, nicméně řeší je pozitivně pomocí víry v možnost trvalých kontaktů člověka s člověkem. Styl jeho psaní je věcný, střízlivý a objektivní, ale nepřestává být kvůli tomu poetický. V některých dílech využívá naopak prvky surrealismu – příběh píše jako snovou skutečnost plnou absurdit a podobně.

## Ocenění
- 2002 – Cena vydavatelství Slovenský spisovatel za knihu Nepriestrelná žena
- 2002 – Cena Dominika Tatarky za knihu Nepriestrelná žena
- 1988 – jmenován zasloužilým umělcem

## Dílo
- Seznam děl v Souborném katalogu ČR, jejichž autorem nebo tématem je Ján Johanides

### Próza
- 1963 – Súkromie, sbírka novel
- 1965 – Podstata kameňolomu, soubor prozaických a dramatických textů
- 1966 – Nie
- 1978 – Nepriznané vrany, svérázná reportáž
- 1979 – Balada o vkladnej knižke
- 1983 – Marek koniar a uhorský pápež, román
- 1985 – Slony v Mauthausene, román
- 1987 – Pochovávanie brata, novela
- 1989 – Najsmutnejšia oravská balada
- 1991 – Zločin plachej lesbičky, Holomráz
- 1991 – Previesť cez most. Rúcha veleby pre chvíle tiesne
- 1991 – Krik drozdov pred spaním, novela
- 1994 – Kocúr a zimný človek, novela
- 1995 – Trestajúci zločin
- 1997 – Nositeľ čarodejného nosorožca, povídka napsaná před 30 lrty (vyšla len v češtině a angličtině)
- 2000 – Dívaj sa do modrých očí Londýna
- 2002 – Nepriestrelná žena
- 2005 – Hmla na našej trpezlivosti, nominovaná do finále Anasoft litera
- Osemhodinová rodinná fotografia, novela
- Pušky, novela
- Vidieť celé, novela

### Eseje
- 1995 – Identita v kríze, výběr článků, esejí a rozhovorů z 90. let 20. století
- 1996 – Rembrandt, esej (vyšlo paralelně ve slovenštině /Bratislava/ i francouzštině /Paříž/)

### Rozhlasové a televizní hry
- 1964 – Spoznávanie
- 1964 – Poskytnutie útechy
- 1966 – Najfantastickejší večer najslávnejšieho herca

### Scénář
- 1969 – 322, filmový scénář podle vlastní novely Potápača priťahujú pramene mora (debutový film režiséra Dušana Hanáka, který je zároveň i jeho spoluautorem)